# Arnolds Rubenis
Arnolds Rubenis (Vorname auch Arnold; * 9. Dezemberjul. / 22. Dezember 1910greg. in Cēsis; † 13. Januar 2002 in Springfield) war ein lettischer Fußballspieler und -funktionär.

## Karriere und Leben
Arnolds Rubenis wurde im Jahr 1910 in Cēsis, in die Familie von Dāvjis Rubenis und seiner Frau Karlīne (geb. Ābele) geboren. Rubenis arbeitete als Angestellter in einem Militärkrankenhaus.
Rubenis spielte in seiner Fußballkarriere Anfang der 1930er Jahre für die Mannschaft des LSB Riga in der Virsliga, der höchsten lettischen Spielklasse. 1939 wurde Rubenis zum Leiter der Fußballabteilung des im selben Jahr neu gegründeten Vereins „Viesturs“ aus dem Rigaer Stadtteil Sarkandaugava ernannt.
Nach dem Zweiten Weltkrieg wanderte Rubenis in die Vereinigten Staaten aus.